# Mylothris kilimensis
Mylothris kilimensis är en fjärilsart som beskrevs av Jan Kielland 1990. Mylothris kilimensis ingår i släktet Mylothris och familjen vitfjärilar. Inga underarter finns listade i Catalogue of Life.